# رد کلیف (ویسکانسین)
رد کلیف (به انگلیسی: Red Cliff) یک منطقهٔ مسکونی در ایالات متحده آمریکا است که در ویسکانسین واقع شده‌است. رد کلیف ۱۹۵٫۰۷ متر بالاتر از سطح دریا واقع شده‌است.